# Конрад I фон Геролдсек (епископ)
Конрад I фон Геролдсек (на немски: Konrad I von Geroldseck; * пр. 1137; † 17 декември 1180) е княжески епископ на Страсбург (1179 – 1180) по времето на император Фридрих I Барбароса и папа Александър III. Архиепископ на Майнц по това време е Кристиан I фон Бух.

## Биография
Той е син на Дидерикус де Геролдсек (* пр. 1127; † пр.1137) и съпругата му Берта († пр. 1137). Внук е на Ото I де Геролдсег (* пр. 1112; † сл. 1127). Роднина е на Валтер фон Геролдсек, епископ на Страсбург (1260 – 1263), и на Хайнрих IV фон Геролдсек, епископ на Страсбург (1263 – 1273).
Конрад I фон Геролдсек служи в катедралата на Мюнстер и през 1137 г. дарява манастир в Итенвайлер в кантон Бар за успокоение на душите на неговите родители.
През 1165 г. той е пропст и на 15 май 1168 г. дарява собствености на манастир Перис. На 20 декември 1179 г. е избран за епископ на мястото на сваления елект Рудолф фон Ротвайл. Той участва в създаването на августинския манастир в Хагенау и строи една капела.
Епископ Конрад придружава малко преди смъртта си папския легат, епископа на Мантуа, до манастир Нидермюнстер и през 1180 г. освещава там манастирската църква.
Конрад умира през нощта на 17/18 декември 1180 г. една година след избора му преди да бъде помазан за епископ и е погребан на 20 декември 1180 г., което означава, че е „епископ-елект“.